# أنجوري رايس
أنجوري رايس (بالإنجليزية: Angourie Rice) (مواليد 2001 في أستراليا)، هي ممثلة أسترالية بدأت مسيرتها الفنية بالأفلام القصيرة سنة 2009، وهي بعمر 8 سنوات.

## أعمالها

### الأفلام
- المشي مع الديناصورات (2013)
- الرجال اللطفاء (2016)
- جاسبر جونز (2017)
- الرجل العنكبوت: العودة للوطن (2017)

## وصلات خارجية
- أنجوري رايس على موقع IMDb (الإنجليزية)
- أنجوري رايس على موقع ميتاكريتيك (الإنجليزية)
- أنجوري رايس على موقع روتن توميتوز (الإنجليزية)
- أنجوري رايس على موقع ألو سيني (الفرنسية)
- أنجوري رايس على موقع ميوزك برينز (الإنجليزية)
- أنجوري رايس على موقع أول موفي (الإنجليزية)
- أنجوري رايس على موقع قاعدة بيانات الفيلم (الإنجليزية)